# Маріямпольське самоврядування
Маріямпольське самоврядування (лит. Marijampolės savivaldybė) — адміністративна одиниця  Маріямпольського повіту  Литви. Утворене в 2000 році в результаті поділу Маріямпольського району.

## Населені пункти

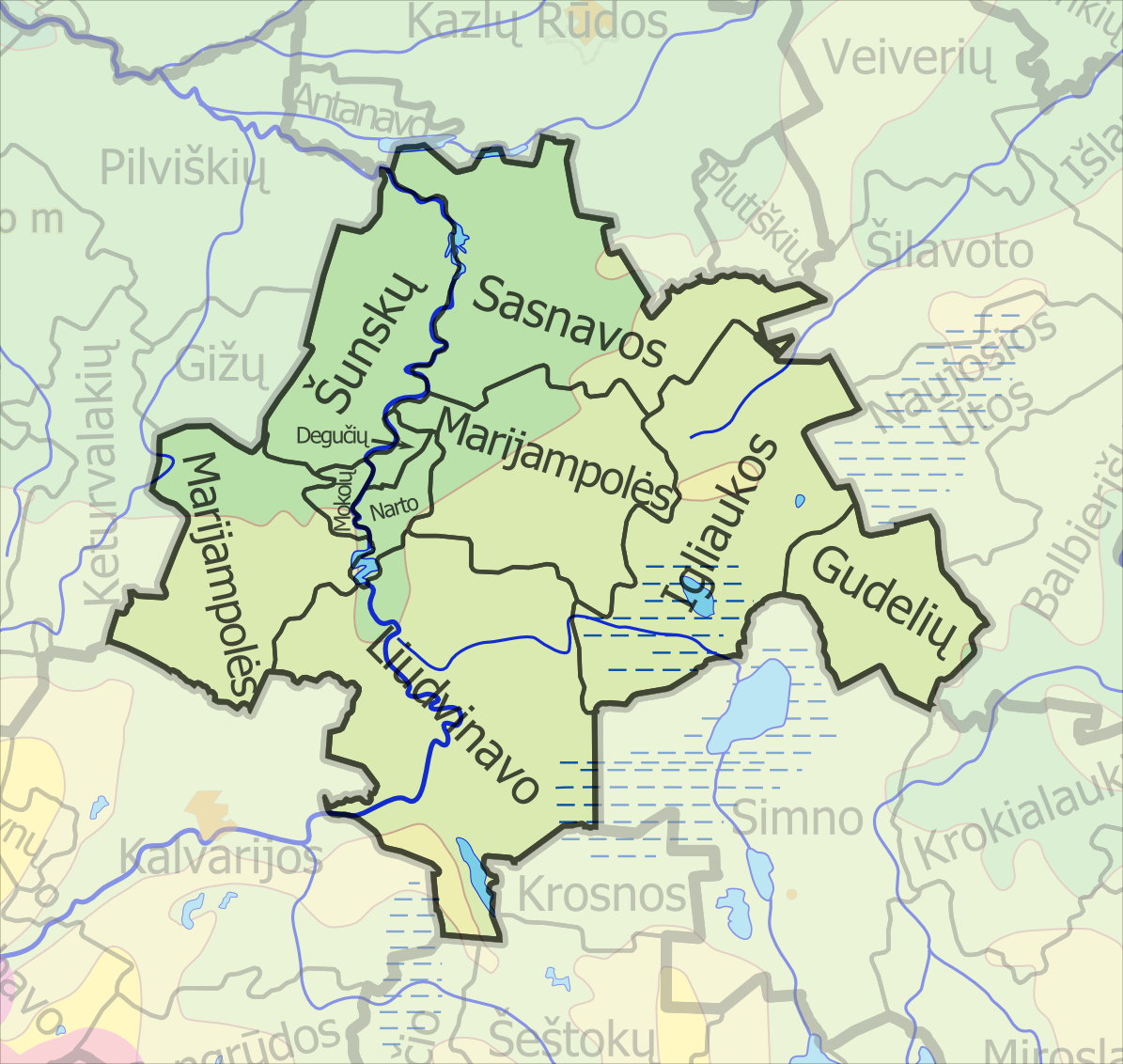
Адміністративний поділ Маріямпольського самоврядування

- 1 місто — Маріямполе;
- 6 містечок — Даукшяй, Гуделяй, Іглішкеляй, Людвінавас, Саснава і Шунскай;
- 276 села.

## Адміністративний поділ
Поділяється на 6 сільських та 3 Маріямпольських міських староств
Чисельність населення (2001):
- Маріямполе — 48 675
- Людвінавас — 1 055
- Моколай — 1 031
- Іглішкеляй — 979
- Паташіне — 912
- Пускелняй — 786
- Саснава — 670
- Желсва — 653
- Тракішкяй — 648
- Нетічкампіс — 602

## Охорона природи
На південному сході самоврядування розташована західна половина  біосферного заповідника  Жувінтас.